# Bytes Technology Group
Bytes Technology Group er en britisk forhandler af computersoftware, der er baseret i Leatherhead, Surrey. Virksomheden er børsnoteret på London Stock Exchange. Selskabet blev etableret i en butik i Epsom i 1982. De er især kendte som Microsoft-forhandlere.